# Андрей Глебович
Андрей Глебович — по версии Богуславского, князь рязанский, старший из сыновей рязанского князя Глеба Ростиславича и Евфросиньи Ростиславны, дочери переяславского князя Ростислава Юрьевича.
Упоминался в летописи лишь однажды (без отчества и удела), в 1184 году, как участник успешной битвы новгород-северского князя Игоря Святославича с половцами на р. Хирия.
Некоторые исследователи считают, что Андрей Глебович умер до 1186 года.

## Братья и сёстры
- Роман (ум. 1216) — великий князь рязанский (1178—1207).
- Игорь (ум. 1195) — удельный рязанский князь.
- Феодосья — замужем за Мстиславом Храбрым[2]
- Владимир (ум. после 1186) — князь пронский (1180—до 1186).
- Всеволод (ум. 1207) — князь пронский (до 1186, 1188—1207) и коломенский (1186—1188).
- Святослав (ум. после 1207) — удельный пронский князь.
- Ярослав (ум. после 1199) — рязанский князь.